# Pochomil
Pochomil är en badort som ligger vid Stilla havet i Nicaragua. Den ligger i kommunen San Rafael del Sur i departementet Managua, i den sydvästra delen av landet.